# 아사모가와촌
아사모가와촌(일본어: 浅茂川村)은 일본 교토부 다케노군에 설치되었던 촌이다.